# Polska Partia Praw Człowieka
Polska Partia Praw Człowieka – ugrupowanie założone 3 maja 1990 w Wilnie przez grupę polskich działaczy w ZSRR, rozwiązane w październiku 1991 roku.
Pomysłodawcą powołania do życia partii politycznej zrzeszającej radzieckich Polaków i broniącej ich praw oraz interesów był ówczesny deputowany do Rady Najwyższej ZSRR Jan Ciechanowicz.
Partia stawiała sobie za cel działanie w zgodzie z konstytucją ZSRR i republik związkowych na rzecz demokracji, tolerancji i pluralizmu. Deklarowała wsparcie dla wszystkich ugrupowań, którym bliskie są te wartości. Domagała się od władz ZSRR budowy systemu opartego na poszanowaniu praw człowieka, wolności i godności obywateli, walce z ksenofobią i nacjonalizmem – zarówno wszechrosyjskim, jak i jego lokalnymi odmianami.
Za cel stawiała sobie budowę pokojowych stosunków między państwami Europy, których granice powinny się opierać na sprawiedliwym kryterium etnicznym i być w zgodzie z wolą lokalnej ludności, jednak sprzeciwiała się siłowym zmianom granic na kontynencie, odrzucając przemoc w stosunkach międzynarodowych oraz polityce wewnętrznej.
Szczególne miejsce partia poświęciła w swoim programie Polakom. Domagała się zakończenia ich trwającej od 1937 roku dyskryminacji, ujawnienia zbrodni stalinowskich przeciwko narodowi polskiemu oraz odcięcia się władz radzieckich od podobnych praktyk w przyszłości, jak również wypłaty odszkodowań najbardziej poszkodowanym przez stalinowski totalitaryzm. Jako gwarancję poszanowania prawa Polaków do godnego życia proponowała powołanie polskich obwodów autonomicznych w republikach o znacznym procencie ludności polskiej (Litwie, Łotwie, Ukrainie, Białorusi i Kazachstanie). Jako alternatywę dla tego programu wysuwano też bardziej radykalny projekt powołania w ramach ZSRR Wschodniopolskiej Socjalistycznej Republiki Radzieckiej obejmującej tereny należące przed 17 września 1939 roku do II RP. W związku z tymi pomysłami wysuwano również żądanie uznania prawa do repatriacji dla Polaków wysiedlonych po 1937 roku do RFSRR i Kazachstanu na dawne tereny polskie.
Partia wzywała władze radzieckie do wyrównywania dysproporcji w poziomie wykształcenia Polaków m.in. poprzez wprowadzenie pozytywnej dyskryminacji na uczelniach (numerus clausus).
Na czele ugrupowania stanął deputowany do Rady Najwyższej ZSRR Jan Ciechanowicz, a w skład jego zarządu weszli m.in. Jan Jakowicz i Zbigniew Orechwa.
Partia Jana Ciechanowicza nie doczekała się nigdy rejestracji przez władze ZSRR, a jej program nawet działacze polscy oceniali jako utopijny. Kontrowersje wzbudził plan budowy polskiej republiki rad oceniany jako prowokacja zarówno przez narodową opozycję na Litwie i Białorusi, jak i polskie kręgi opiniotwórcze w kraju i zagranicą.
Partia uległa samorozwiązaniu w jesieni 1991 roku, a jej lider Jan Ciechanowicz musiał opuścić niepodległą Litwę.